# Área de protección de flora y fauna Sierra de Álamos-Río Cuchujaqui
El área de protección de flora y fauna Sierra de Álamos-Río Cuchujaqui es una de las 42 áreas de protección de flora y fauna de México (en octubre de 2022) que protege un área natural ubicada en el municipio de Álamos, en el estado de Sonora. Fue designada el 19 de julio de 1996. El área ha sido también incluida en 2007 en la Red Mundial de Reservas de la Biosfera de la Unesco del Programa sobre el Hombre y la Biosfera (MaB) aunque en México no tenga la consideración de «reserva de la biosfera».

## Localización
El área protegida de la sierra de Álamos - Río Cuchujaqui se ubica dentro de las provincias geográficas de la Sierra Madre Occidental y la llanura Costera del Noroeste de México, que consiste en un gradiente altitudinal de la vegetación, desde el bosque tropical caducifolio (tierras bajas de hoja caduca) hasta los bosques de la Sierra Madre de hoja perenne (bosque de pino-roble). La sierra de Álamos corre paralela a la costa del océano Pacífico y está atravesado por numerosos barrancos profundos que han sido excavados por los ríos que desembocan en el Pacífico como el caso del río Cuchujaqui, un afluente del río Fuerte.

## Flora y Fauna
De acuerdo al Sistema Nacional de Información sobre Biodiversidad de la Comisión Nacional para el Conocimiento y Uso de la Biodiversidad (CONABIO) en el Área de Protección de Flora y Fauna Sierra de Álamos- Río Cuchujaqui habitan más de 2,360 especies de plantas y animales de las cuales 107 se encuentra dentro de alguna categoría de riesgo de la Norma Oficial Mexicana NOM-059  y 57 son exóticas,

### Flora
Esta área protegida se encuentra en un enclave en uno de los municipios que albergan la mayor biodiversidad del estado de Sonora, con un total de aproximadamente 1.200 especies de plantas en 566 géneros y 148 familias (Rzedowski, 1991). Ahí se han mezclado las comunidades de plantas del bosque seco caducifolio, el matorral espinoso de Sinaloa y el bosque de hoja perenne de la Sierra Madre (bosques de pino y roble).

### Fauna
En cuanto a la fauna, la zona alberga más de 557 especies de vertebrados. Debido a la diversidad biológica, el área se considera que es muy rica tanto en el estado como a nivel nacional (Rzedowski, 1991). Entre las especies de flora y fauna silvestre, pueden mencionarse los siguientes: guaiacum coulteri, la palmera Brahea Sp., la cícada Dioon Tomaselli, la pacifica Magnolia Magnolia, el monstruo de Gila, el escorpión Heloderma horridum, la tortuga Alamos Kinosternon alamosae, el águila real Aquila chrysaetos, el colibrí Amazilia, la garza azulada, los neoxenus espigado Quetzal Euptilotis y el camarón de agua dulce Macrobrachium sp. También se encuentran mamíferos como el jaguar Panthera onca, el ocelote Leopardus y la nutria Lontra longicaudis.